# Dominica en los Juegos Olímpicos de París 2024
Dominica estuvo representada en los Juegos Olímpicos de París 2024 por cuatro deportistas, dos hombres y dos mujeres, que compitieron en dos deportes.
Los portadores de la bandera en la ceremonia de apertura fueron los atletas Dennick Luke y Thea LaFond.

## Medallistas
El equipo olímpico dominiqués obtuvo las siguientes medallas:
| Nombre      | Deporte   | Competición    |
| ----------- | --------- | -------------- |
| Oro         |           |                |
| Thea LaFond | Atletismo | Triple salto F |
| Plata       |           |                |
| —           |           |                |
| Bronce      |           |                |
| —           |           |                |